# Мартаза
Мартаза (в верховье Средняя Мартаза) — река в России, протекает по Пономарёвскому и Матвеевскому районам Оренбургской области. Длина — 19 километров. Площадь водосборного бассейна — 73,4 км².
Мартаза — левобережный приток реки Большой Кинель, её устье находится в 407 километрах от устья Большого Кинеля.
Вода реки Мартаза в конечном итоге попадает в Самару, приток Волги и далее попадает в Каспийское море, не имеющее сообщения с мировым океаном.

## Данные водного реестра
По данным государственного водного реестра России относится к Нижневолжскому бассейновому округу, водохозяйственный участок реки — Большой Кинель от истока и до устья, без реки Кутулук от истока до Кутулукского гидроузла. Речной бассейн реки — Волга от верхнего Куйбышевского водохранилища до впадения в Каспий.
Код объекта в государственном водном реестре — 11010000812112100007664.